# 田舎医者
『田舎医者』（いなかいしゃ、Ein Landarzt）は、フランツ・カフカの短編小説。1917年執筆。1918年に年鑑誌『新文学』に掲載され、1920年に短編集『田舎医者』に表題作として収録された。「村医者」とも訳される。
作者フランツ・カフカには、田舎町で医者をしていたジークフリート・レーヴィという叔父がおり、彼が語り手のモデルになっている。

## あらすじ
語り手の田舎医者は、10マイルも離れた場所で重病人の知らせを受けて、困り果てている。外は吹雪が吹き荒れているというのに、馬車を引き立てていく馬がいない。医者が腹立ち紛れに豚小屋を蹴飛ばすと、そこから馬丁とともに二頭の馬が現れる。そこで、医者は、馬丁に命じて目的地へ向かおうとする。しかし、医者の女中ローザに目をつけている馬丁は、留守番をすると言い張る。馬丁が手を打ち鳴らすと、馬が馬車を引いて駆け、医者はあっという間に目的地につく。患者の家では家族が出迎え、ベッドに横たわっている少年のもとに医者を案内する。少年は、見たところいたって健康である。医者は、それよりも馬丁とともに家に置いてきてしまったローザのことを気にかけている。しかし、医者が患者に近づいてみると、患者のわき腹にぱっくりと傷口が開けていることに気が付く。少年は、医者に泣きすがる。そして、家族と次々に入ってきた客たちは、医者を脱がして裸にし、少年の治療を迫る。医者は、少年を慰めて安心させると、衣服をかき集めて家から脱出する。しかし、行きの早さとは裏腹に、馬車は遅々として進まない。聞こえてくる子供たちの歌を聞きながら、医者はもう取り返しが付かないのだと考える。

## 翻案
2007年に山村浩二によるアニメーション作品『カフカ 田舎医者』が公開されている。ローザ役の声優には芥川賞作家の金原ひとみが起用された。

## 日本語訳
以下が収録された作品集
- 『カフカ全集 Ⅲ』新潮社、1953年
- 城山良彦訳 『カフカ 世界文学全集 20世紀の文学』 集英社、1966年
- 川村二郎・円子修平訳『決定版 カフカ全集 1 変身、流刑地にて』新潮社、1980年
  - 『決定版 カフカ短編集』 頭木弘樹編、新潮文庫、2024年※
- 池内紀訳 『カフカ短編集』岩波文庫、1987年※
- 長谷川四郎訳 『カフカ傑作短篇集』福武文庫、1988年 - 改訂再刊(川村二郎解説)
- 池内紀訳 『カフカ小説全集 変身ほか』白水社、2001年
  - 池内紀訳 『カフカ・コレクション 断食芸人』白水Uブックス、2006年 - 新書判
- 平野嘉彦編訳 『カフカ・セレクションⅠ 時空／認知』ちくま文庫、2008年
- 吉田仙太郎訳 『カフカ自撰小品集』みすず書房、2010年／グーテンベルク21※
- 丘沢静也訳 『田舎医者／断食芸人／流刑地で』光文社古典新訳文庫、2022年※

※は電子書籍も刊